# 詹姆斯敦基金会
詹姆斯敦基金会（Jamestown Foundation）是總部位於美國华盛顿特区的保守派国防政策智囊团。它成立于1984年，是一个支持苏联叛逃者的平台。詹姆斯敦出版了针对中国、俄罗斯、欧亚大陆和全球恐怖主义的出版物。

## 外部連結
- 官方网站